# Turó d'en Maresme
El Turó d'en Maresme és una muntanya de 68 metres que es troba al municipi de Calella, a la comarca del Maresme.